# Teologia dialética
Teologia dialética (ou teologia da crise ou, ainda, teologia da Palavra) ou neo-ortodoxia foi um movimento teológico que floresceu na Europa (particularmente na Alemanha) da década de 1920.

## História
Reagindo ao liberalismo teológico, a teologia dialética tem em Karl Barth o principal nome. Além dele, outros teólogos tornaram-se conhecidos, como Emil Brunner, Friedrich Gogarten e Eduard Thurneysen, por exemplo.
Como movimento unificado, a teologia dialética encontrou o seu fim com a extinção, em 1933, da revista que era a porta-voz de suas ideias, a Zwischen den Zeiten. Os teológos neo-ortodoxos continuaram, contudo, a produzir reflexões teológicas até os meados dos anos 1960, quando deu lugar para teologias críticas, como a teologia da libertação e teologias pós-liberais e pós-modernas. A partir dos anos 1990, algumas vertentes de teólogos evangélicos como Donald G. Bloesch, Alister McGrath e James A. K. Smith propõe uma fusão do legado neo-ortodoxo com a teologia evangélica.

## Doutrina
De uma forma geral, a teologia dialética apresenta duas características básicas. Em primeiro lugar, afirma-se que a própria revelação tem estrutura dialética, "na medida em que mantém unidos elementos que se excluem reciprocamente: Deus e homem, eternidade e tempo, revelação e história". Segundo, os próprios enunciados teológicos devem seguir esta metodologia dialética, exprimindo tanto a posição quanto a negação. O grande exemplo desta metodologia continua sendo o primeiro livro de Karl Barth, intitulado A Carta aos Romanos.
A teologia neo-ortodoxa não compartilha a confiança da teologia natural, da teologia liberal, da teologia evangélica ou do fundamentalismo cristão em fundamentar-se em bases objetivas (razão, tradição ou mesmo as Sagradas Escrituras), pois considera o homem dependente da iniciativa de Deus revelar-se a si próprio. E somente em uma relação subjetiva e dialética com Deus -- sem mediação alguma a não ser com Jesus Cristo -- seria possível se relacionar e alcançar uma certeza fundamentada sobre as coisas divinas ou existenciais. Nessa relação, a Bíblia Sagrada passa de testemunho das experiências religiosas de crentes do passado para ser atualizada como Palavra de Deus na vida dos crentes engajados nesse relacionamento com Deus.

## Teólogos neo-ortodoxos
- Karl Barth
- Eduard Thurneysen
- Emil Brunner
- Rudolf Bultmann
- Friedrich Gogarten
- Reginald H. Fuller
- Dietrich Bonhoeffer
- Paul Tillich